# Federico Faggin
Federico Faggin (Vicenza, 1 de dezembro de 1941) é um físico e engenheiro eletricista italiano naturalizado americano.
Responsável pelo projeto do primeiro microprocessador e por liderar o projeto do processador Intel 4004, além de ser responsável por sua promoção e comercialização. Além disso, liderou a equipe de projetos e os esforços da Intel durante os primeiros cinco anos da indústria de microprocessadores. Em seguida, fundou a Zilog, sendo diretor executivo (CEO) durante os cinco anos seguintes.